# 勒盖尔诺
勒盖尔诺（法語：Le Guerno，法語發音：[lə ɡɛʁno] 或 [lə ɡɥɛʁno]）是法国莫尔比昂省的一个市镇，属于瓦讷区和米济亚克县。

## 地理
勒盖尔诺（47°34'59"N, 2°24'30"W）面积9.75 平方千米，位于法国布列塔尼大區莫尔比昂省，该省份为法国西北部沿海省份，位于布列塔尼半岛南部，北起阿摩尔滨海省、西接菲尼斯泰尔省，南濒大西洋，东南接大西洋卢瓦尔省，东临伊勒-维莱讷省。
与勒盖尔诺接壤的市镇（或旧市镇、城区）包括：努瓦亚勒-米济亚克、利梅泽勒、佩欧勒、马尔藏。

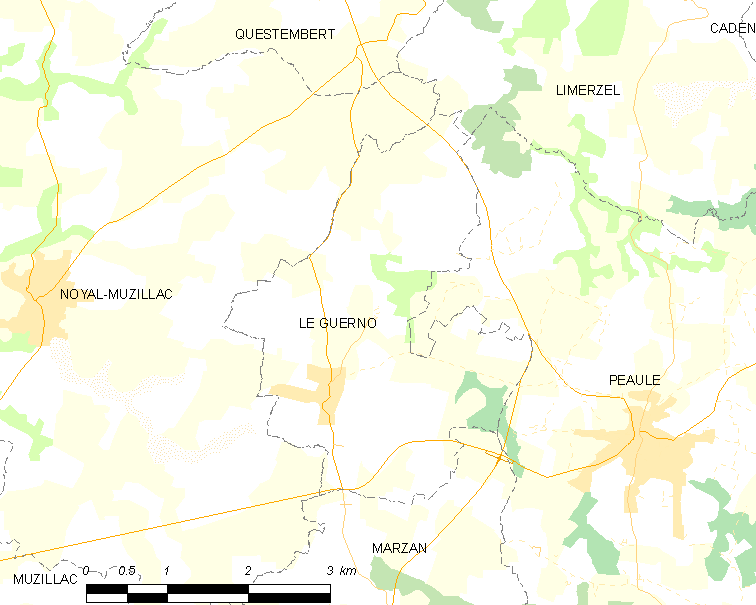
勒盖尔诺的OSM定位图

勒盖尔诺的时区为UTC+01:00、UTC+02:00（夏令时）。

## 行政
勒盖尔诺的邮政编码为56190，INSEE市镇编码为56077。

## 政治
勒盖尔诺所属的省级选区为米济亚克县。

## 人口

1962-2008年间勒盖尔诺人口变化图示

勒盖尔诺于2022年1月1日时的人口数量为975人。